# 孟加拉死刑制度
在孟加拉，死刑是一種適用於16歲以上人士的法定懲罰形式，但實際上不適用於18歲以下人士。目前在孟加拉可處以死刑的罪行載於1860年《刑事法典》（Penal Code）。其中包括向孟加拉發動戰爭、煽惑叛變、為犯死刑罪而作非法誓言、謀殺、協助兒童自殺、企圖謀殺兒童及綁架。1898年《刑事訴訟程序法典》（Code of Criminal Procedure）規定死刑執行方式為絞刑：「其（死刑犯）將被以一繩吊於頸上，直至氣絕。」對於謀殺案件，上訴庭會要求初審法院權衡加重刑罰的因素和減輕刑罰的因素，以確定是否需要判處死刑。
孟加拉憲法未有明確承認任何國際人權法，儘管部分條款承認國際人權。例如，憲法第25條承認《聯合國憲章》。第47條承認國際人道法，並訂明憲法不會限制國際條約和戰爭法的適用。
如果一個人被認定犯有侵害婦女或兒童的罪行，則可能會被判處死刑。2000年《婦女和兒童壓迫預防法令》（Women and Children Repression Prevention Act）規定，可以對涉及焚燒、毒藥或酸液的謀殺或謀殺未遂判處死刑。如果受害者的視力、聽力、面部、乳房或生殖器官受損，則此案構成通過焚燒、毒藥或酸液致造成嚴重身體傷害。因此，孟加拉國的刑事被告是可能因造成嚴重身體傷害未遂而被判處死刑的。
武裝部隊人員犯下的一些罪行（非致死罪行）亦可處以死刑。這些罪行包括向敵方提供援助、怯懦逃跑、怯懦地使用休戰旗幟或任何旨在危及孟加拉的行為。
據世界廢止死刑聯盟稱，孟加拉在2017年執行了6次處決。

## 處決
自2000年以來，孟加拉有11人因謀殺被處決，最近一次是在2020年11月1日。

## 國際人權法
孟加拉的獨立建國是起源於一次人權侵犯事件。1970年孟加拉人民聯盟贏得巴基斯坦第一次選舉時，巴基斯坦軍隊殘酷地鎮壓了東巴基斯坦的孟加拉人民。在這次事件中，超過300萬人死亡，數百萬婦女被強姦，數千萬人被迫進入位於印度的衛生及生活條件極其低劣的難民營。在印度短暫入侵之後，孟加拉人民擺脫了巴基斯坦的殘暴統治，但仍面臨着重建一個已經極度貧困且容易遭受自然災害的國家的艱鉅任務。直到今天，國際特赦組織仍認為孟加拉正飽受侵犯人權行為的困擾。
孟加拉國人民共和國已批准部分國際人權條約，但政府對某些條約的特定條款作出了一些聲明和保留。一項特別重要的保留是對《禁止酷刑公約》（CAT）第14條第1款的保留。保留的理由是孟加拉將「根據該國現有的法律和立法」適用它。
孟加拉尚未批准或加入一些國際人權條約。《公民權利及政治權利國際公約》於2000年獲得批准。然而，《經濟、社會及文化權利國際公約》（ICESCR）和《公民權利及政治權利國際公約》（ICCPR）尚未得到批准。旨在廢除死刑的《公民權利和政治權利國際公約第二議定書》也尚未獲得批准。
普遍定期審議下的人權理事會於2009年審查了孟加拉國，並強烈建議孟加拉廢除死刑。孟加拉政府對此回應稱：「在孟加拉，死刑只是作為對諸如潑酸、恐怖主義行為、有計劃的謀殺、販賣毒品、強姦、拐賣婦女及兒童等令人髮指的罪行的一種懲戒性懲罰。司法部門和行政部門都以極其謹慎和同情的態度處理這些死刑案件，而且這種處罰只在涉及嚴重侵犯受害者人權的最終案件中才適用。孟加拉執行此類死刑的比率極低。」
在孟加拉，可判處死刑的罪行範圍相當寬泛，這可能與孟加拉國的國際義務相衝突。允許對綁架或販毒等罪行判處死刑違反了《公民權利及政治權利國際公約》的規定，即死刑只可適用於最嚴重的案件。